# Aboubacar Somparé
Pour les articles homonymes, voir Somparé.
Elhadj Aboubacar Somparé (), né le 31 août 1944 à Dakonta (préfecture de Boké) et mort le 2 novembre 2017 à Ratoma (Conakry), est un diplomate et homme politique guinéen, président de l'Assemblée nationale de 2002 à 2008.

## Biographie
Diplômé en mathématiques, Aboubacar Somparé entame une carrière de cadre au ministère de l'Éducation. De février 1978 à septembre 1984, il est ambassadeur à Paris.
Il occupe ensuite la fonction de recteur de l'université de Conakry.
Secrétaire général du PUP du président Lansana Conté à partir d'avril 1997, il devait devenir, après la mort de ce dernier en décembre 2008, président de la République par intérim, en sa qualité de président de l'Assemblée nationale. Mais un coup d'État mené par le capitaine Moussa Dadis Camara remet en cause cette transition.
Aboubacar Somparé recueille 0,95 % des voix au premier tour de l'élection présidentielle de 2010.

## Décorations
- Commandeur de l'ordre national du Mérite
- Commandeur des Palmes académiques